# Del Castilho
Del Castilho è un quartiere (bairro) della Zona Nord della città di Rio de Janeiro in Brasile.

## Amministrazione
Del Castilho fu istituito come bairro a sé stante il 23 luglio 1981 come parte della Regione Amministrativa XII - Inhaúma del municipio di Rio de Janeiro.